# Epinotodonta ovata
Epinotodonta ovata är en fjärilsart som beskrevs av Matsumura 1920. Epinotodonta ovata ingår i släktet Epinotodonta och familjen tandspinnare. Inga underarter finns listade i Catalogue of Life.